# Oldenlandia matthewii
Oldenlandia matthewii är en måreväxtart som först beskrevs av Stephen Troyte Dunn, och fick sitt nu gällande namn av Woon Young Chun. Oldenlandia matthewii ingår i släktet Oldenlandia och familjen måreväxter. Inga underarter finns listade i Catalogue of Life.